# Paraeofusulina
Paraeofusulina es un género de foraminífero bentónico de la subfamilia Eofusulininae, de la familia Fusulinidae, de la superfamilia Fusulinoidea, del suborden Fusulinina y del orden Fusulinida. Su especie tipo es Eofusulina (Paraeofusulina) trianguliformis. Su rango cronoestratigráfico abarca el Moscoviense (Carbonífero superior).

## Discusión
Clasificaciones más recientes incluyen Paraeofusulina en la subclase Fusulinana de la clase Fusulinata.

## Clasificación
Paraeofusulina incluye a las siguientes especies:
- Paraeofusulina subtilissima †
- Paraeofusulina rasdorica †
- Paraeofusulina trianguliformis †